# 佳丽柱星螅
细巧柱星螅（学名：Stylaster pulcher）一种分布于西太平洋海域的水螅珊瑚，隶属于柱星螅科柱星螅属。本种最早由英国动物学家约翰·约瑟夫·奎尔奇（John Joseph Quelch）于1884年描述。